# Дерябкино (Воронежская область)
Дерябкино — село в Аннинском районе Воронежской области России.
Административный центр Дерябкинского сельского поселения.

## Население
| 2000 | 2005 | 2010 | 2012 | 2013 | 2014 | 2015 | 2016 | 2017 |
| ---- | ---- | ---- | ---- | ---- | ---- | ---- | ---- | ---- |
| 769  | ↘674 | ↘575 | ↘557 | ↘539 | ↘528 | ↘501 | ↗503 | ↘489 |
| 2018 | 2019 | 2020 | 2021 |      |      |      |      |      |
| →489 | ↘487 | ↘471 | ↘418 |      |      |      |      |      |

## География

### Улицы
- ул. Дружба,
- ул. Комсомольская,
- ул. Ленина,
- ул. Мира,
- ул. Народная,
- ул. Пролетарская,
- ул. Советская,
- пер. Речной,
- пер. Садовый .